# Gianfranco Ferré
Pour les articles homonymes, voir Ferré.
Gianfranco Ferré (prononcé : [dʒaɱˈfraŋko ferˈre]) est un couturier et styliste italien, né le 15 août 1944 à Legnano en Italie et mort le 17 juin 2007 à Milan des suites d'une hémorragie cérébrale. Il a notamment été directeur artistique de la maison Christian Dior.

## Biographie
Initialement destiné au métier d'architecte, Gianfranco Ferré débute dans la mode en 1970 en dessinant des accessoires, puis des imperméables entre 1972 et 1974. En 1976, il lance sa maison de couture, Baila, et présente sa première collection femme en 1978 et ses premières créations homme en 1982. Deux ans plus tard, son premier parfum, en 1987 sa collection de fourrures, puis la ligne Ferré Jeans en 1989.
Professionnel aux multiples expériences, il est nommé par Bernard Arnault à la suite de Marc Bohan : il occupe à partir de 1989 les fonctions de directeur artistique de la maison Christian Dior, s'occupant de la Haute couture, mais également du prêt-à-porter et des fourrures. Gianfranco Ferré reçoit le Dé d'or, la plus grande distinction de la haute couture, pour sa première collection Ascot-Cecil Beaton chez Dior en 1989. C'est à cette occasion qu'il sera surnommé « l'architecte de la mode ». Malgré la qualité de ses créations, les profits ne sont pas au rendez-vous. Il quitte Dior et est remplacé par John Galliano fin 1996.
En 1994, les collections de la griffe Gianfranco Ferré sont distribuées en exclusivité dans dix-sept boutiques à travers le monde et il dispose de plus de deux-cent cinquante points de vente.
En 1996, sa société réalise un chiffre d'affaires supérieur à 800 millions de dollars, 70 % de ses ventes étant réalisées à l'export.
En 1999, il retourne à Milan où il crée une ligne de vêtements et d'accessoires pour homme et pour femme, des collections sobres, aux lignes épurées mais toujours équilibrées, guidées par sa formation en architecture. Ses propres collections se singularisent par une attention particulière portée aux volumes. Ses chemises blanches, au patronage extrêmement élaboré, parfois brodées, font référence. Ses vestes de cuir sont également emblématiques de son style. Il a également lancé plusieurs parfums. Sa griffe est plus décontractée et plus pratique que celle de Dior, avec notamment des poches fonctionnelles et des chapeaux de taille raisonnable.
Il est récompensé six fois par l'Occhio d'or. Médaillé d'or par la ville de Milan, il reçoit également la médaille de Commandeur de l'Ordre du Président de la République Italienne.
Dernièrement, il avait annoncé son désir de voir la holding The Gianfranco Ferré S.p.A. cotée à la bourse de Milan.
Célèbre pour ses colères, Gianfranco Ferré était extrêmement attentif à l'art de vivre et avait un goût immodéré pour la grande cuisine. Lorsqu'on lui suggéra de manger en moindre quantité pour épargner sa santé, il engagea un grand cuisinier chargé de faire convertir son nouveau régime en une gastronomie d'une grande légèreté.
Hospitalisé le 15 juin 2007 à Milan à la suite d'une hémorragie cérébrale, il meurt le 17 juin 2007 au soir à Milan à l'âge de 62 ans.